# Bisódzso

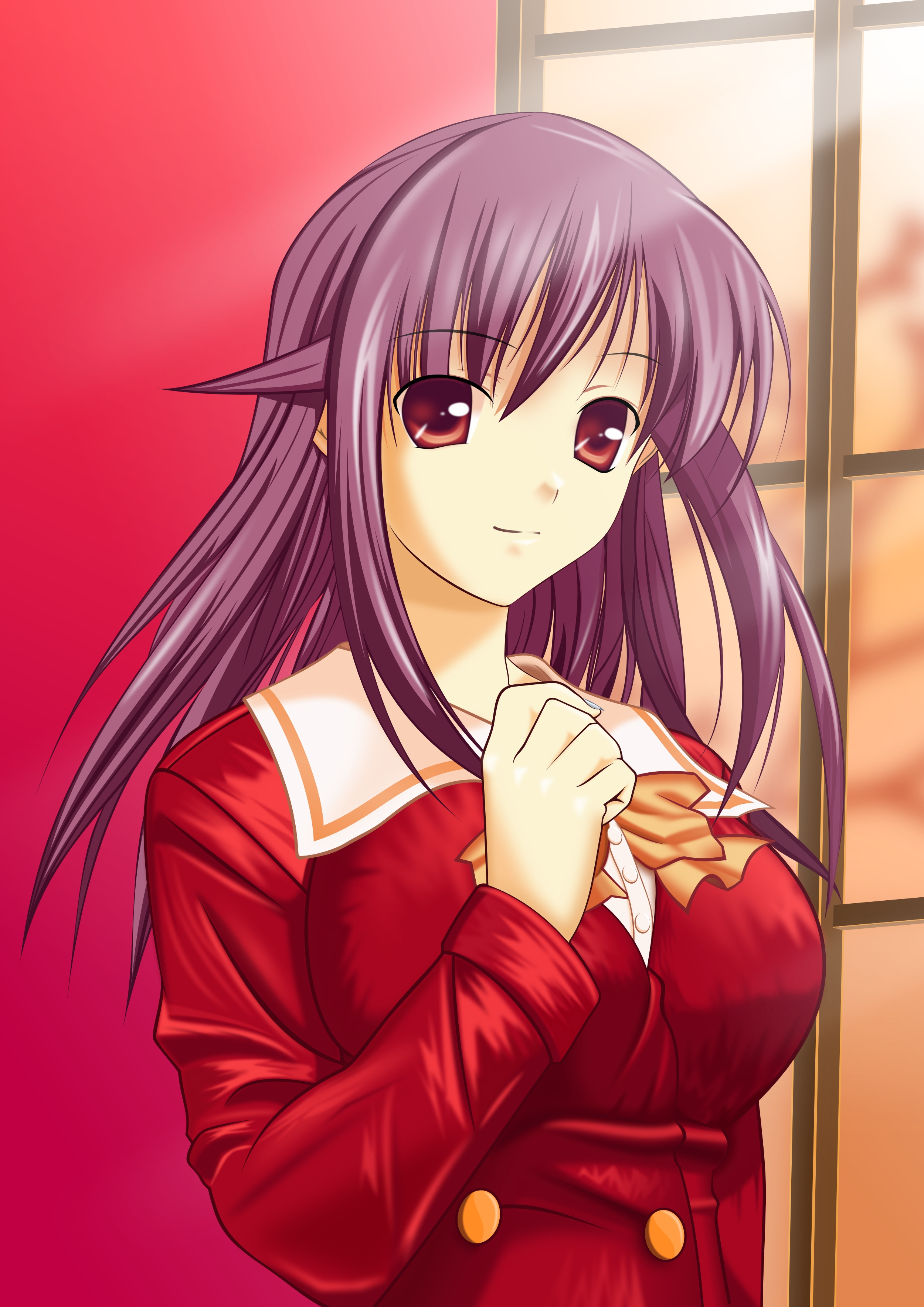
Mahuri, egy bisódzso szereplő, aki Andó Mahoro (Mahoromatic) és Szuzumija Haruhi (Szuzumija Haruhi no júucu) jegyeit is viseli

A bisódzso (美少女; Hepburn: bishōjo) japán kifejezés, melyet a szép, fiatal lányokra használnak, főként az anime és a manga világában, szó szerinti fordításban magyar jelentése „gyönyörű lány”. Jelölhetnek vele olyan műveket is, amelyekben szép lányok szerepelnek.

## Etimológia és szinonimák
A szó a bi (美, ’szép’) és sódzso (少女; Hepburn: shōjo, ’lány’) szavak összetételéből származik. A bisódzsóhoz hasonló kifejezések a bidzsin (美人; Hepburn: bijin, ’szép ember’), a bidzso (美女; Hepburn: bijo, ’szép nő’), melyet felnőtt nőkre használnak és a bimadzso (美魔女; Hepburn: bimajo, ’szép boszorkány’), melyet a szó eredeti jelentésével ellentétben nem ténylegesen boszorkányokra, hanem olyan idősebb nőkre használnak, akik koruknál jóval fiatalabb megjelenésűek.

## Bisódzso a mangában és az animében
Bisódzso szereplők szinte az összes manga és anime művekben fellelhetőek, de jellemző a vizuális regények műfajára is. Gyakran összetévesztik a sódzsóval, amely szintén elsősorban lányoknak szól, illetve azonosítják az angol szlengben elterjedt „magical girl” megfelelőjével, a mahó sódzsóval. A kifejezések közti különbség mutatja a műfaj közti eltéréseket is, míg a sódzso és a mahó sódzso elsősorban inkább a mű célközönségére utal, addig a bisódzso magát a műfajt fejezi ki. Mivel ezeknek a sorozatoknak az egyik legfontosabb vonzereje jellemzően a női karakterek kidolgozottsága és vonzereje, ez többször a cselekmény és a tartalom rovására megy.
A műfaj világszerte talán legismertebbje a Sailor Moon, amely alaptípusa lett a „magical girl”-történeteknek.

## Versenyek
1985 óta rendezik meg a Japan Bisódzso Contest szépségversenyt, aminek olyan híressé vált modell és színésznő győztesei voltak mint Jonekura Rjóko és Ueto Aja.

## Híres bisódzso manga- és animeszereplők
| Szereplő                                                                 | Sorozat                         |
| ------------------------------------------------------------------------ | ------------------------------- |
| Kuruszugava Himeko Himemija Csikane                                      | Kannazuki no miko               |
| Tóva Erio                                                                | Denpa onna to szeisun otoko     |
| Siina Masiro                                                             | Szakuraszó no Pet na kanodzso   |
| Cukimura Maju Hódzsó Reika                                               | Gosúsó-szama Ninomija-kun       |
| Cukino Uszagi                                                            | Sailor Moon                     |
| Csitanda Eru                                                             | Hjóka                           |
| Csii                                                                     | Chobits                         |
| „Candy” White                                                            | Candy Candy                     |
| Kohinata Hajami                                                          | H2O: Footprints in the Sand     |
| Rjúzaki Umi                                                              | Magic Knight Rayearth           |
| C.C                                                                      | Code Geass                      |
| Amamija Júko                                                             | Ef: A Fairy Tale of the Two     |
| Andó Mahoro                                                              | Mahoromatic                     |
| Minasze Najuki Kavaszumi Mai Cukimija Aju Szavatari Makoto Miszaka Siori | Kanon                           |
| Azuma Hazuki Azuma Hacumi Eve Lilith                                     | Jami to bósi to hon no tabibito |
| Enma Ai                                                                  | Pokoli lány                     |
| Csidori Kaname Teresa Testarossa                                         | Full Metal Panic!               |
| Sihó Macuri                                                              | Sola                            |
| Mijazono Kaori                                                           | Sigacu va kimi no uszo          |
| Nisimija Sóko                                                            | Koe no katacsi                  |